# 고비뛰는쥐
고비뛰는쥐 또는 고비저보아(Allactaga bullata)는 뛰는쥐과에 속하는 설치류의 일종이다. 중국과 몽골에서 발견된다. 자연 서식지는 온대 초원과 온대 사막 지역이다. 고비저보아는 1925년 알렌(Glover Morrill Allen)이 처음 발견했다.